# Introduction à l'algorithmique
Pour les articles homonymes, voir CLR.
Introduction à l'algorithmique, ou Introduction to algorithms en version originale, est un livre d'algorithmique écrit par Thomas H. Cormen, Charles E. Leiserson, Ronald Rivest, et Clifford Stein. Le livre est parfois appelé  CLRS, d'après les initiales des noms des auteurs (CLR pour la première édition).
Dans la préface, le livre se définit comme une ressource exhaustive à la fois pour l'enseignement et l'usage professionnel. Chaque chapitre se concentre sur un algorithme ou une structure de données, du concept théorique jusqu'aux applications pratiques. Plutôt que d'utiliser un langage de programmation spécifique, les algorithmes sont décrits en pseudo-code.

## Histoire, éditions et traductions
Le livre est basé sur des notes d'un cours donné au MIT pour la première fois en 1975 par Ronald Rivest.

### En anglais
Il y a eu quatre éditions en anglais, la première en 1990, sans Clifford Stein, une seconde en 2001, une troisième en 2009, et une quatrième en 2022 :
- (en) Thomas H. Cormen, Charles E. Leiserson, Ronald L. Rivest et Clifford Stein, Introduction to Algorithms, Cambridge (Mass.), MIT Press, 2009, 3e éd., xix+1312 (ISBN 978-0-262-03384-8, 978-0-262-53305-8 et 9780262259460, SUDOC 136281273, lire en ligne)
- (en) Thomas H. Cormen, Charles E. Leiserson, Ronald L. Rivest et Clifford Stein, Introduction to Algorithms, Cambridge (Mass.) et Montréal, MIT Press et McGraw-Hill, 2001, 2e éd., xxi+1180 (ISBN 0-262-03293-7 et 0-07-013151-1, SUDOC 127263535)
- (en) Thomas H. Cormen, Charles E. Leiserson et Ronald L. Rivest, Introduction to Algorithms, Cambridge (Mass.), MIT Press, 2001, 1re éd., xvii+1028 (ISBN 0-262-53091-0, SUDOC 098956280)

### Traductions
Il y a eu de nombreuses traductions ; trois traductions en français, parues chez Dunod entre 1996 et 2010. La troisième a adopté un titre plus court :
- Thomas H. Cormen, Charles E. Leiserson, Ronald L. Rivest et Clifford Stein (trad. de l'anglais par Xavier Cazin et Georges-Louis Kocher), Algorithmique : cours avec 957 exercices et 158 problèmes, Paris, Dunod, 2010, 3e éd., xxix+1188 (ISBN 978-2-10-054526-1, SUDOC 145360164)
- Thomas H. Cormen, Charles E. Leiserson, Ronald L. Rivest et Clifford Stein (trad. Xavier Cazin et Georges-Louis Kocher, préf. Philippe Chrétienne, Claire Hanen, Alix Munier, Christophe Picouleau), Introduction à l'algorithmique : cours et exercices, Paris, Dunod, 2002, 2e éd., xxix+1146 (ISBN 978-2-10-003922-7, SUDOC 068254024)
- Thomas H. Cormen, Charles E. Leiserson et Ronald L. Rivest (trad. Xavier Cazin), Introduction à l'algorithmique, Paris, Dunod, 1996, 1re éd., xxviii+1017 (ISBN 978-2-10-003128-3, SUDOC 003425096)

Le livre a été aussi traduit en allemand, en italien et en russe.

## Accueil
Introduction à l'algorithmique est un ouvrage devenu un classique au niveau universitaire. Il a été vendu à plus de 500 000 exemplaires et représente la plus grosse vente de MIT Press. Dan Spielman décrit l'ouvrage comme la « bible » du domaine. L'ouvrage est communément cité comme référence pour les algorithmes dans plus de 10 000 publication scientifiques.